# Udden
Udden is een plaats in de gemeente Eskilstuna in het landschap Södermanland en de provincie Södermanlands län in Zweden. De plaats heeft 149 inwoners (2005) en een oppervlakte van 51 hectare.